# Nea Palatia
Nea Palatia (in greco Νέα Παλάτια?) è una ex comunità della Grecia nella periferia dell'Attica (unità periferica dell'Attica Orientale) con 3647 abitanti secondo i dati del censimento 2001.
È stata soppressa a seguito della riforma amministrativa, detta Programma Callicrate, in vigore dal gennaio 2011 ed è ora compresa nel comune di Oropos.

## Località
Nea Palatia è suddiviso nei seguenti villaggi (popolazione al 2001):
- Agios Konstantinos (pop. 870)
- Nea Palatia (pop. 2.423 in 2001)
- Agios Athanasios (pop. 57)
- Agia Aikaterini (pop. 216)
- Pontioi (pop. 81)